# Rune Molin
Nils Rune Molin (ur. 11 lutego 1931 w Svenneby, zm. 26 sierpnia 2011) – szwedzki polityk i działacz związkowy, w latach 1990–1991 minister przemysłu.

## Życiorys
Ukończył dwuletnią szkołę ludową, pracował jako konduktor autobusu i sprzedawca. Zaangażował się w działalność polityczną w ramach Szwedzkiej Socjaldemokratycznej Partii Robotniczej. Był etatowym działaczem jej młodzieżówki SSU, pełnił funkcję sekretarza tej organizacji. Później został etatowym działaczem związkowym, był m.in. sekretarzem (1972–1983) i wiceprzewodniczącym (1983–1990) centrali związkowej Landsorganisationen i Sverige. W latach 1990–1991 sprawował urząd ministra przemysłu w gabinetach Ingvara Carlssona.